# Église Saint-Nicolas de La Tranche-sur-Mer
L'église Saint-Nicolas est l'église catholique principale de La Tranche-sur-Mer en Vendée. Elle fait partie du regroupement paroissial Notre-Dame-de-Lumière dépendant du diocèse de Luçon. Elle est dédiée à saint Nicolas, patron des marins.

## Histoire
Une première chapelle dédiée à saint Nicolas est attestée à La Tranche en avril 1227, par une charte faisant figurer le mariage (sans doute antidaté) dans cette chapelle de Savary de Mauléon, personnage considérable du Bas-Poitou de l'époque, seigneur de Châtelaillon, de l’île de Ré, d'Angoulins, de Benon, de Mauléon, de Fontenay, de Marans et de Tallemond (Talmont), avec Amable du Bois, originaire de l'île de Ré. Cette chapelle se trouvait sur une parcelle de sable près de l'anse du Maupas, acquise cent ans plus tôt au bord de la mer et du marais par le seigneur de Talmont. Elle est érigée en cure en 1615. Trop près d'un goulet marécageux, subissant l'assaut des marées, elle est souvent endommagée et finalement démolie en 1725. Une nouvelle église est érigée à deux cents mètres plus au nord à l'emplacement de l'église actuelle, et terminée en 1729. Devenue trop petite, elle est démolie dans les années 1860. L'église actuelle est construite en 1868-1869 selon les plans de l'architecte luçonnais Léon Ballereau. Son horloge date de 1927.
Le cimetière datant de 1736 qui se trouvait du côté sud de l'église a été rasé en 1954 et certaines tombes transférées dans le nouveau cimetière, situé route des Sables, au « creux du Tambour ». Cela permet l'aménagement de la place de la Liberté qui accueille marchés et forains.

## Description
L'église est de plan basilical en croix latine. Elle est de style local néo-roman.
L'orgue à tuyaux a été acquis en 2013. Il date de 1891 et a été construit par Alfred Hunter pour une église anglicane du nord de l'Angleterre. Il a été restauré par Martin Renshaw, facteur d'orgues en Loire-Atlantique, et bénit par Mgr Castet. Il comprend dix jeux réels et 750 tuyaux.

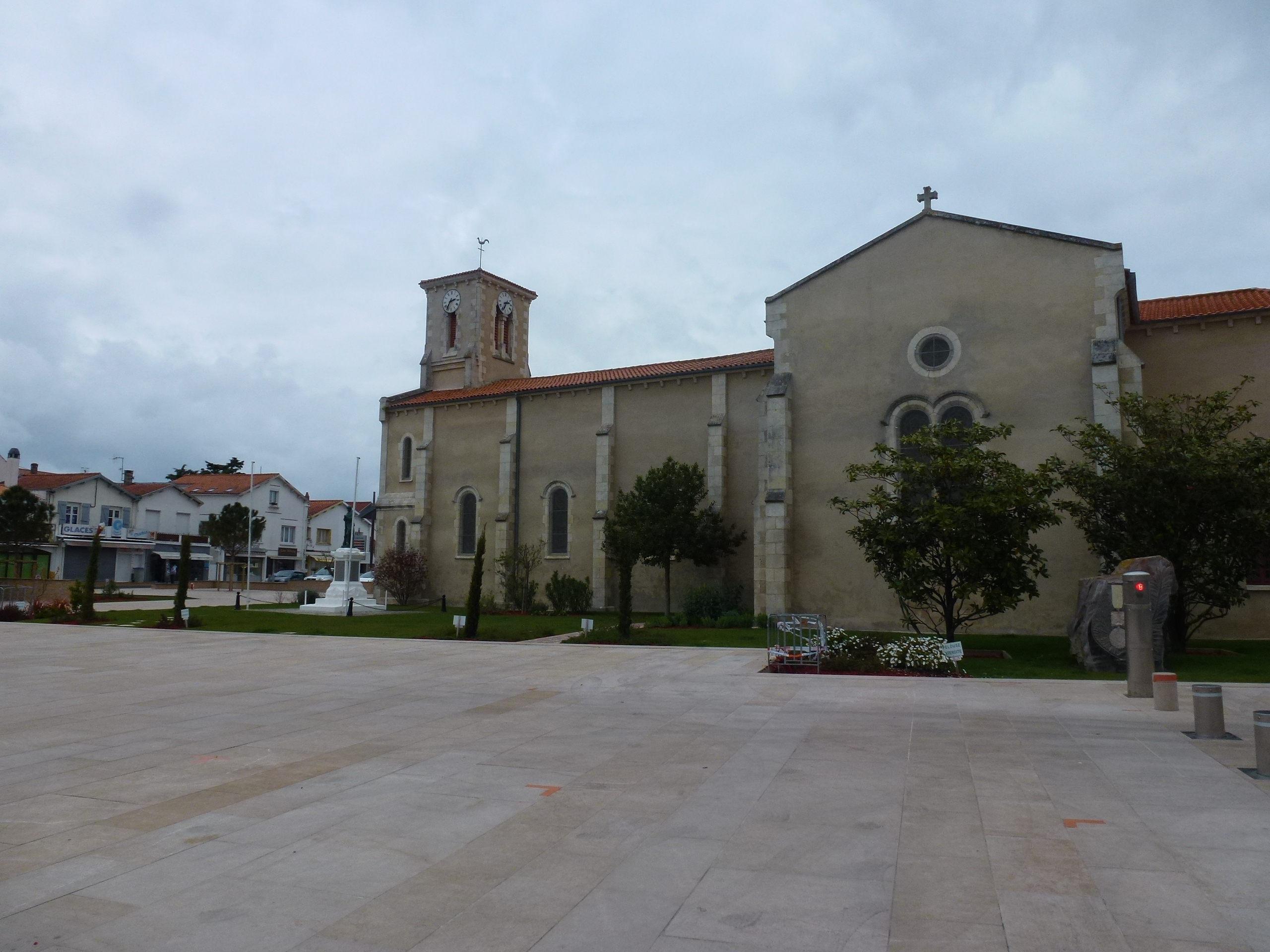
Côté Sud
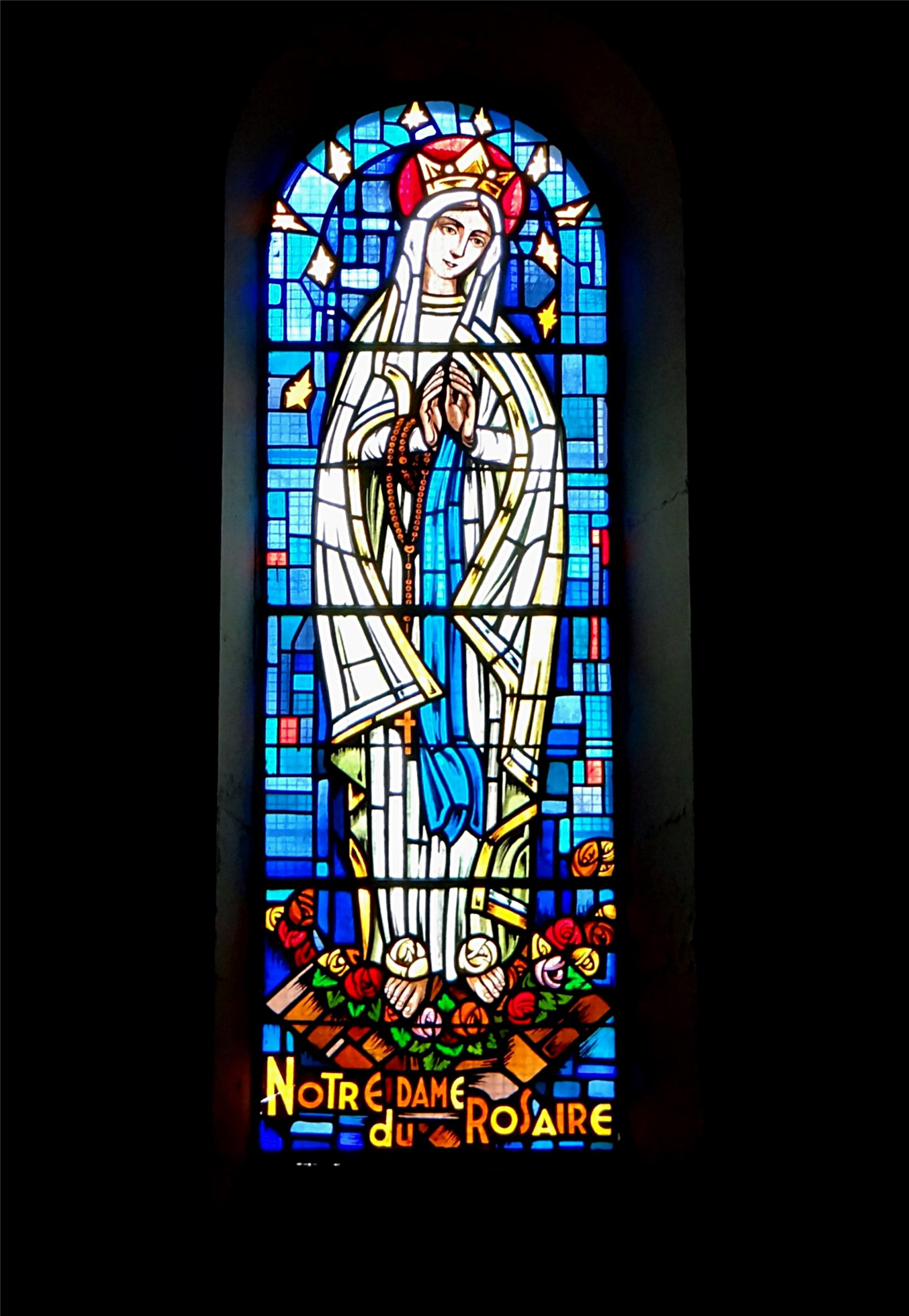
Vitrail moderne de Notre-Dame du Rosaire
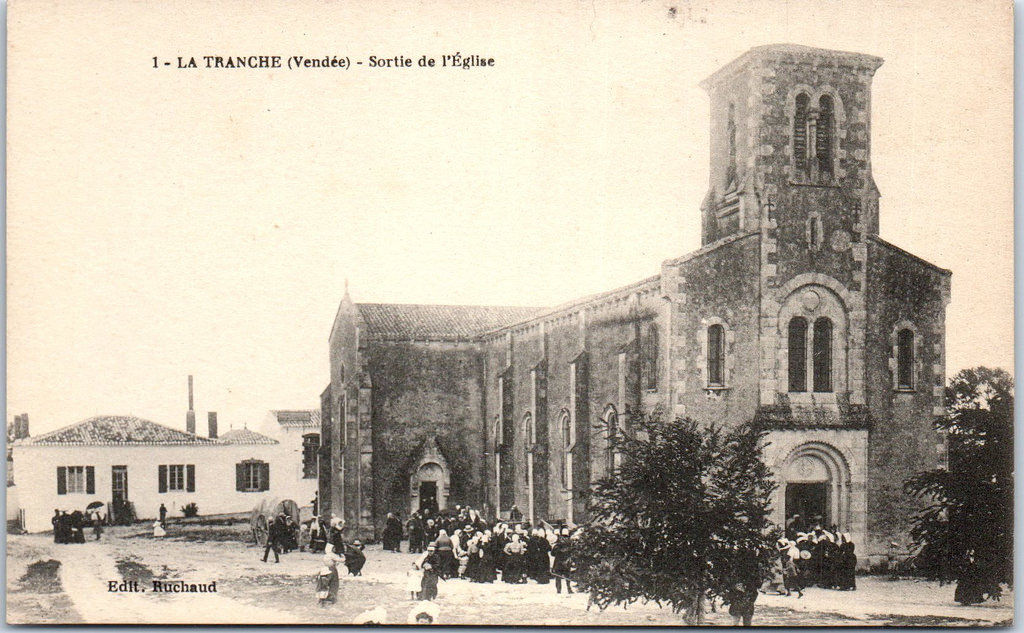
Sortie de messe en 1910